# 斯特靈頓 (紐約州)
斯特靈頓（英語：Sterlington）是位於美國紐約州羅克蘭縣的非建制地區。

## 歷史
斯特靈頓的郵局於1882年設立，其後於1940年停運。

## 地理
斯特靈頓所處的海拔為高於海平面102米（即335英呎），而該地所採用的時區為UTC-5，即北美东部时区（EST）。同時該地設有夏令時間，為UTC-5調快一小時，即UTC-4（EDT）。